# Gymnocranius audleyi
Gymnocranius audleyi is een straalvinnige vissensoort uit de familie van straatvegers (Lethrinidae). De wetenschappelijke naam van de soort is voor het eerst geldig gepubliceerd in 1916 door Ogilby.